# Meet the Jazztet
Meet the Jazztet — студійний альбом гурту The Jazztet, під керівництвом трубача Арта Фармера і саксофоніста Бенні Голсона, випущений у 1960 році лейблом Argo.

## Опис
Одні з найкращих представників стилю хард-боп 1950-х і 1960-х Арт Фармер і Бенні Голсон разом очолювали гурт відомий як the Jazztet, який існував у 1959—1962 роках. Ця сесія була записана у 1960 році, а серед десяти композицій альбому чотири були написані Голсоном («I Remember Clifford», «Blues March», «Park Avenue Petite» і «Killer Joe») і одна Фармером («Mox Nix»). Інша частина складається зі стандартів. До складу гурту увійшли піаніст Маккой Тайнер, тромбоніст Кертіс Фуллер і ритм-секція з Еддісоном Фармером і Лексом Гамфрісом.

## Список композицій
1. «Serenata» (Лерой Андерсон, Мітчелл Перріш) — 3:29
2. «It Ain't Necessarily So» (Джордж Гершвін, Айра Гершвін) — 4:27
3. «Avalon» (Ел Джолсон, Бадді Дж. ДеСільва, Вінсент Роуз) — 3:27
4. «I Remember Clifford» (Бенні Голсон) — 3:08
5. «Blues March» (Бенні Голсон) — 5:51
6. «It's All Right With Me» (Коул Портер) — 3:52
7. «Park Avenue Petite» (Бенні Голсон) — 3:32
8. «Mox Nix» (Арт Фармер) — 4:00
9. «Easy Living» (Лео Робін, Ральф Рейнджер) — 3:32
10. «Killer Joe» (Бенні Голсон) — 3:32

## Учасники запису
- Арт Фармер — труба
- Бенні Голсон — тенор-саксофон
- Кертіс Фуллер — тромбон
- Маккой Тайнер — фортепіано
- Еддісон Фармер — контрабас
- Лекс Гамфріс — ударні

Технічний персонал
- Кей Нортон — продюсер
- Томмі Нола — інженер
- Ральф Дж. Глісон — текст
- Емметт Макбейн — дизайн
- Чак Стюарт — фотографія